# Dienerella pilifera
Dienerella pilifera is een keversoort uit de familie schimmelkevers (Latridiidae). De wetenschappelijke naam van de soort werd in 1875 gepubliceerd door Edmund Reitter.